# Платинадииттрий
Платинадииттрий — бинарное неорганическое соединение
платины и иттрия
с формулой PtY2,
кристаллы.

## Получение
- Сплавление стехиометрических количеств чистых веществ:

{\displaystyle {\mathsf {Pt+2Y\ {\xrightarrow {1500^{o}C}}\ PtY_{2}}}}

## Физические свойства
Платинадииттрий образует кристаллы
ромбической сингонии,
пространственная группа P nma,
параметры ячейки a = 0,7141 нм, b = 0,4764 нм, c = 0,8753 нм, Z = 4,
структура типа силицида дикобальта Co2Si
.
Соединение образуется по перитектической реакции при температуре ≈1500 °C .